# Butoiarivka, Kozelșciîna
Butoiarivka (în ucraineană Бутоярівка) este un sat în comuna Pașkivka din raionul Kozelșciîna, regiunea Poltava, Ucraina.

## Demografie
Componența lingvistică a localității Butoiarivka
     Ucraineană (96,36%)
     Rusă (1,82%)
     Română (1,82%)
Conform recensământului din 2001, majoritatea populației localității Butoiarivka era vorbitoare de ucraineană (96,36%), existând în minoritate și vorbitori de rusă (1,82%) și română (1,82%).